# Aristolochia mossii
Aristolochia mossii är en piprankeväxtart som beskrevs av Spencer Le Marchant Moore. Aristolochia mossii ingår i släktet piprankor, och familjen piprankeväxter. Inga underarter finns listade i Catalogue of Life.